# Bindom
Bindom est un village du Cameroun situé dans le département du Dja-et-Lobo et la région du Sud, non loin du Gabon et de la République du Congo, sur la route qui relie Djoum à Mintom II. Il fait partie de la commune de Mintom.

## Population
En 1963, Bindom comptait 225 habitants, pour la plupart des Fang. Lors du recensement de 2005, 253 personnes y ont été dénombrées.

## Infrastructures
Bindom dispose d'une école protestante.